# Confia, mas confira
Confie, mas confira (em russo:  Доверяй, но проверяй, Doveryai, no proveryai) é um provérbio russo. A frase tornou-se conhecida em inglês por ser usada pelo presidente Ronald Reagan (dos EUA) em várias ocasiões no contexto do desarmamento nuclear.
Suzanne Massie, uma escritora na Rússia, reuniu-se com o Presidente Ronald Reagan muitas vezes entre 1984 e 1987. Ela ensinou-lhe o provérbio russo, "Доверяй, но проверяй" {Doveryai, no proveryai} (confie, mas verifique), aconselhando-o a que "Os russos gostam de falar em provérbios. Seria legal você saber alguns. Você é ator – você consegue aprendê-los rapidamente." O provérbio foi adotado como um bordão por Reagan, que, em seguida, a usou frequentemente ao discutir as relações dos EUA com a União Soviética. Usar provérbios com os quais os russos poderiam identificar-se pode ter ajudado as relações entre os dois líderes.